# Петрин
Петрин је брдо у центру Прага, Чешка. Издиже се на 327 м надморске висине и око 130 м изнад леве обале реке Влтаве. Брдо, готово у потпуности прекривено парковима, омиљено је  подручје за рекреацију становника Прага. Брдо (на немачком познато као Лауренциберг) се помиње у  краткој причи Франца Кафке "Опис борбе" и кратко у роману Милана Кундере "Неподношљива лакоћа постојања". 
Хроничар Козма описује Петрин као веома каменито место; брдо се наводно назива Петрин због великог броја стена (латински: petra). Од давнина се камење копало и користило се за изградњу грађевина у Прагу. Средњовековни одбрамбени зид, Зид глади, изграђен је на брду Петрин током 1360 - 1362, по налогу чешког цара Карла IV. Видиковац Петрински торањ, који јако подсећа на Ајфелов торањ, саграђен је на брду 1891. године. Остале знаменитости су: врт ружа, лавиринт са огледалима, Катедрала Ст. Ловре и црква Ст. Михаила. 
Врх брда повезан је с прашком четврти Мала Страна помоћу успињаче Петрин, успињаче која је први пут саобраћала 1891. године. 

## Главне знаменитости
- Видиковац Петрински торањ
- Петринска успињача
- Зид глади
- Лавиринт са огледалима
- Врт ружа
- Штефаникова опсерваторија
- Стадион Страхов
- Катедрала Ст. Ловре
- Црква Светог Михаила Арханђела (дрвена црква из друге половине 17. века у бојковском стилу, пребачена 1929. године из тадашње аутономне Поткарпатске Русије)[3]
- Споменик жртвама комунизма